# 2018-as UEFA Női Bajnokok Ligája-döntő
A 2018-as UEFA Női Bajnokok Ligája-döntő az európai női labdarúgó-klubcsapatok legrangosabb tornájának 9., jogelődjeivel együttvéve a 17. döntője volt. A mérkőzést a kijevi Valerij Lobanovszkij Stadionban rendezték 2018. május 24-én. A mérkőzést a Lyon nyerte, amely története 5. címét szerezte.

## Út a döntőig
| Wolfsburg       | Wolfsburg | Wolfsburg | Wolfsburg | Szakasz          | Lyon            | Lyon  | Lyon     | Lyon     |
| --------------- | --------- | --------- | --------- | ---------------- | --------------- | ----- | -------- | -------- |
| Ellenfél        | Össz.     | 1. mérk.  | 2. mérk.  | Selejtezők       | Ellenfél        | Össz. | 1. mérk. | 2. mérk. |
| Atlético Madrid | 15–2      | 3–0 (I)   | 12–2 (O)  | 16 közé jutásért | Medyk Konin     | 14–0  | 5–0 (I)  | 9–0 (O)  |
| Fiorentina      | 7–3       | 4–0 (I)   | 3–3 (O)   | Nyolcaddöntők    | BIIK Kazygurt   | 16–0  | 7–0 (I)  | 9–0 (O)  |
| Slavia Praha    | 6–1       | 5–0 (O)   | 1–1 (I)   | Negyeddöntők     | Barcelona       | 3–1   | 2–1 (O)  | 1–0 (I)  |
| Chelsea         | 5–1       | 3–1 (I)   | 2–0 (O)   | Elődöntők        | Manchester City | 1–0   | 0–0 (I)  | 1–0 (O)  |

## A mérkőzés
| 2018. május 24. 18:00 (CEST) |

| Wolfsburg  | 1–4 (h. u.)       | Lyon                                              |
| ---------- | ----------------- | ------------------------------------------------- |
| Harder 93' | (0–0) Jegyzőkönyv | Henry 98' Le Sommer 99' Hegerberg 103' Abily 116' |

| Valerij Lobanovszkij Stadion, Kijev Nézőszám: 14 237 Játékvezető: Jana Adámková (cseh) |

| Wolfsburg | Lyon |

| GK            | 1  | Almuth Schult            |          |     |
| RB            | 9  | Anna Blässe              |          |     |
| CB            | 4  | Nilla Fischer (c)        |          |     |
| CB            | 28 | Lena Goeßling            |          |     |
| LB            | 16 | Noëlle Maritz            | 80'      |     |
| RM            | 26 | Caroline Graham Hansen   |          | 46' |
| CM            | 7  | Sara Björk Gunnarsdóttir |          | 57' |
| CM            | 11 | Alexandra Popp           | 72′, 96′ |     |
| LM            | 21 | Lara Dickenmann          |          | 89' |
| CF            | 17 | Ewa Pajor                |          |     |
| CF            | 22 | Pernille Harder          |          |     |
| Cserék:       |    |                          |          |     |
| GK            | 29 | Merle Frohms             |          |     |
| DF            | 6  | Katharina Baunach        |          |     |
| DF            | 8  | Babett Peter             |          |     |
| DF            | 24 | Joelle Wedemeyer         |          | 57' |
| MF            | 3  | Jakabfi Zsanett          |          |     |
| MF            | 27 | Isabel Kerschowski       |          | 89' |
| FW            | 10 | Tessa Wullaert           |          | 46' |
| Vezetőedző:   |    |                          |          |     |
| Stephan Lerch |    |                          |          |     |

| GK             | 16 | Sarah Bouhaddi         |      |      |
| RB             | 22 | Lucy Bronze            |      |      |
| CB             | 29 | Griedge Mbock Bathy    |      |      |
| CB             | 3  | Wendie Renard (c)      | 107' |      |
| LB             | 4  | Selma Bacha            | 61'  | 65'  |
| RM             | 10 | Marozsán Dzsenifer     |      |      |
| CM             | 5  | Kumagai Szaki          |      | 95'  |
| CM             | 26 | Amandine Henry         |      |      |
| LM             | 7  | Amel Majri             |      |      |
| CF             | 14 | Ada Hegerberg          |      |      |
| CF             | 9  | Eugénie Le Sommer      |      | 114' |
| Cserék:        |    |                        |      |      |
| GK             | 1  | Pauline Peyraud-Magnin |      |      |
| DF             | 21 | Kadeisha Buchanan      |      |      |
| MF             | 8  | Jessica Houara         |      |      |
| MF             | 11 | Kheira Hamraoui        |      |      |
| MF             | 23 | Camille Abily          |      | 114' |
| FW             | 19 | Shanice van de Sanden  |      | 95'  |
| FW             | 20 | Delphine Cascarino     |      | 65'  |
| Vezetőedző:    |    |                        |      |      |
| Reynald Pedros |    |                        |      |      |

| A mérkőzés legjobbja: Amandine Henry (Lyon) Asszisztensek:: Sian Massey-Ellis (angol) Sanja Rođak-Karšić (horvát) Negyedik játékvezető: Katerina Monzul (ukrán) Tartalék játékvezető:: Maryna Striletska (ukrán) | A mérkőzésre vonatkozó szabályok - A játékidő 90 perc. - 30 perces hosszabbítás következik, amennyiben az eredmény döntetlen. - Ha így sem születik döntés, akkor büntető rúgások következnek. - Hét cserejátékos nevezhető, ebből maximum három cserélhető be. |

## További hivatkozások
- UEFA Női bajnokok ligája (hivatalos honlap)
- 2018-as UEFA Női bajnokok ligája-döntő: kijev